# ベイサイドビーチ坂

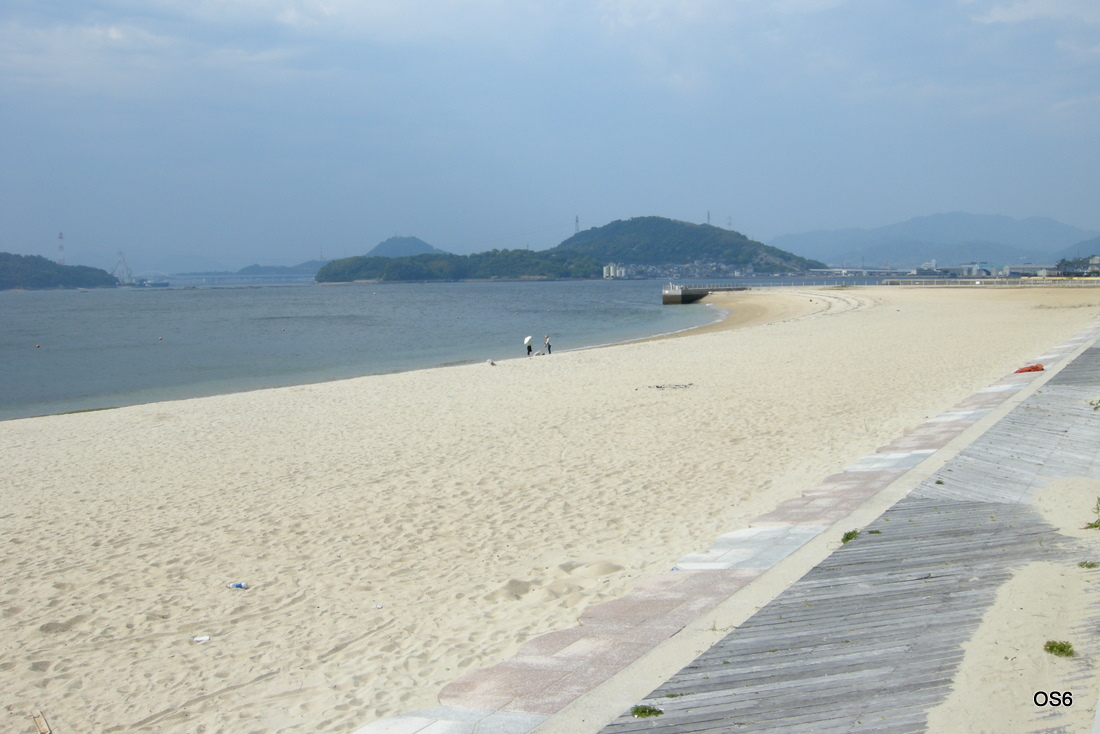
海岸の様子

ベイサイドビーチ坂（ベイサイドビーチさか）は、広島県安芸郡坂町にある広島市内から一番近い海水浴場。

## 概要
国道31号沿いにあり、人工砂浜が約1.2㎞（11.7ha）続き、海水浴シーズン以外は夜間も開放されており、夕日や夜景も楽しむことが出来る。

## 所在地
- 広島県安芸郡坂町水尻9075-4

## アクセス
電車
- JR呉線「水尻駅」からすぐ

バス
- 坂町循環バス「水尻バス停」からすぐ